# Evergrey
Evergrey est un groupe suédois de metal progressif, originaire de Göteborg. Il est formé en 1993, et publie son premier album studio, The Dark Discovery,  en 1998. Après une courte pause, le groupe revient avec son album, Hymns for the Broken, publié en septembre 2014.

## Biographie

### Débuts (1993–1998)
Tout commence à la fin des années 1980, lorsque Tom S. Englund et Dan Bronell, guitaristes classiques, décident de jouer du death metal. En 1993, ils forment le groupe Evergrey. La formation agrandit ses troupes avec l'arrivée de Daniel Noyd à la basse, ainsi que de Patrick Carlsson en 1995. En décembre, la première démo d'Evergrey est enregistrée au studio Los Angered Recordings avec Andy LaRocque. En 1996, la formation enregistre une seconde démo.
À la fin de l'année 1996, le groupe prend contact avec des labels, et commence l'enregistrement du premier album studio, intitulé The Dark Discovery. Pendant l'enregistrement, le chanteur quitte Evergrey. C'est Tom Englund, qui n'était jusque-là que guitariste, qui va s'improviser chanteur sur ce disque, avec l'aide de sa compagne Carina Kjellberg. Elle lui donne ses premiers cours de chants au fil de l'enregistrement et y participe pour quelques chœurs féminins. Elle se chargera par la suite du chant féminin sur tous les albums d'Evergrey, en étant créditée Carina Englund à partir de l'album The Inner Circle (2004), après son mariage avec Tom S. Englund.
Evergrey signe avec le label Gothenburg Noiseworks qui publie l'album en 1998.

### Solitude Dominance Tragedy(1999–2000)
Will Chandra, à cette époque aux claviers, quitte le groupe. En 1999, Evergrey effectue ses premiers concerts puis prépare son second disque, toujours produit par Andy LaRocque, et sans claviériste officiel. L'album s'appellera Solitude, Dominance, Tragedy. Evergrey change une première fois de label en 1999 pour Hall of Sermon, puis finalement change encore pour InsideOut Music.

### In Search of Truth(2001–2002)
En 2001, Daniel Noyd est remplacé par Mickaël Hankansson (du groupe Embraced) à la basse et Dan Bronell est remplacé par Henrik Danhage à la guitare. Sven Karlsson prend le poste de claviériste laissé vacant depuis deux ans. C'est avec cette composition que le groupe enregistre In Search of Truth en 2001, leur troisième album (le premier avec leur nouveau label). Après une seconde tournée européenne en compagnie de Therion, Sven Karlsson quitte les claviers du groupe et est remplacé par Chris Rehn. Lui-même quitte le groupe rapidement et se voit remplacé par Rikard Zander en 2002.

### Recreation DayetThe Inner Circle(2003–2005)

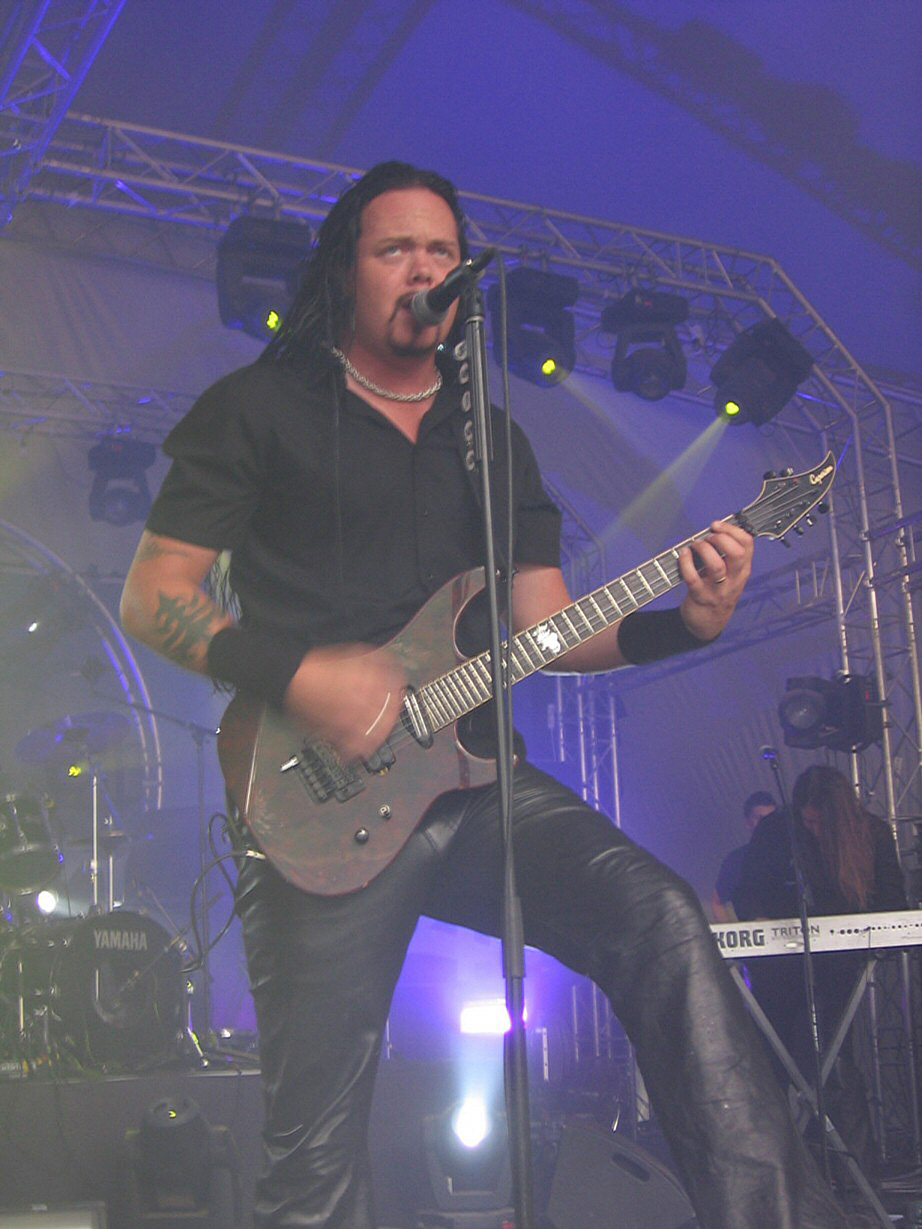
Tom S. Englund avec Evergrey au Tuska Open Air, en 2005.

Le 10 mars 2003 sort Recreation Day, quatrième disque d'Evergrey. Impact probable de la tournée avec Therion, ce disque marque le début d'un succès bien plus marqué qu'auparavant auprès du public non-suédois. C'est le premier disque d'Evergrey à se classer dans les classements français (148e position), et ce lors de la semaine de la sortie du disque.
Une nouvelle édition de l'album Solitude, Dominace, Tragedy est publiée en 2004, puis c'est au tour de l'album The Inner Circle de voir le jour. C'est une confirmation pour Evergrey puisque cet album figure à nouveau dans plusieurs classements internationaux (24e en Suède, 189e en France). Pour cet album, Patrick Clarsson a été remplacé par Jonas Ekdahl, qui était l'assistant « drum-tech » du groupe depuis deux ans. Avec le départ de Carlsson, le guitariste-chanteur Tom S. Englund devient le seul membre d'origine qui reste encore dans le groupe.

### Monday Morning Apocalypse(2006)
L'année suivante, en 2006, Evergrey publie un double album live, A Night to Remember (live filmé et sorti en double-CD et en DVD). Le groupe enregistre et sort en 2006 un sixième album studio, Monday Morning Apocalypse. Ce dernier a été produit et mixé par Sanken Sandquist et Stefan Glauman (les producteurs entre autres de Bon Jovi, Def Leppard, Rammstein...). Ce sera aussi leur dernier album sorti en collaboration avec le label Inside Out Music. Le groupe commence une tournée européenne le 24 octobre 2006 avec le groupe Avatar en première partie.

### TornetGlorious Collision(2007–2014)

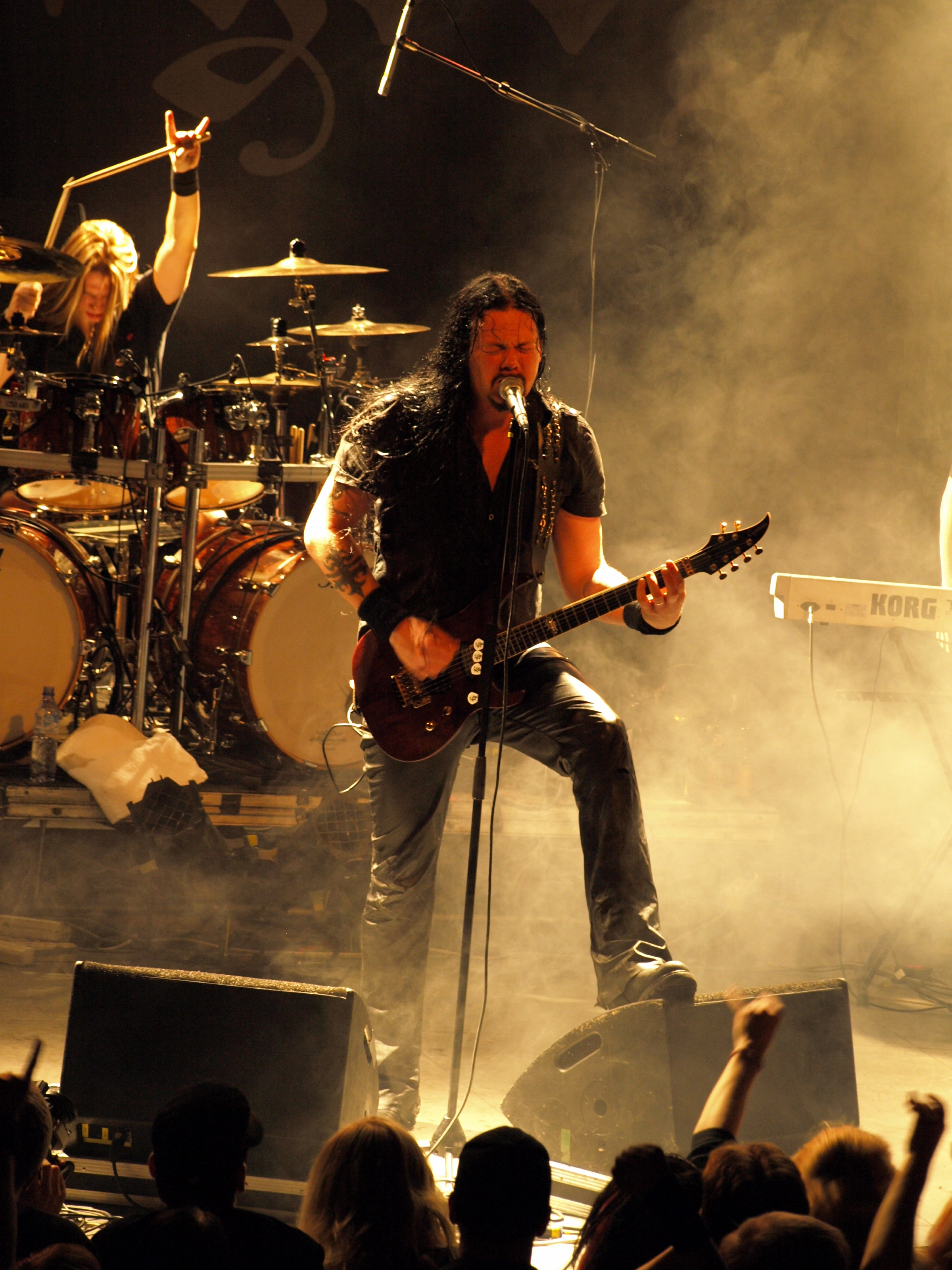
Evergrey sur scène en 2008.

Après plusieurs années de constance dans la formation, le bassiste Michael Håkansson quitte la formation pour se faire remplacer par un vieil ami du groupe, Fredrik Larsson, qui a joué notamment avec HammerFall jusqu'en 1997. Mais en 2007, il quitte Evergrey pour justement rejoindre à nouveau HammerFall. Jari Kainulainen (ex-Stratovarius) est annoncé comme étant le nouveau bassiste le 6 août 2007. Tom S. Englund participe aux chants sur l'album 01011001 du groupe Ayreon, qui sort en janvier 2008. En parallèle, avec les changements de formation de son propre groupe, Evergrey passera d'un death progressif vers une musique plus proche d'un metal progressif classique. L'instabilité de cette periode est aussi marquée par un autre changement, celui de leur maison de disque. En mai 2008, Evergrey annonce avoir signé un contrat avec Steamhammer/SPV. C'est sur ce label que sort Torn, le septième album d'Evergrey, en septembre 2008.
En mai 2010, deux problèmes majeurs frappent le groupe. D'abord, pendant la tournée Torn, pendant laquelle environ 35 000 euros de matériel est volé au groupe. D'autre part, Henrik Danhage, Jonas Ekdahl et Jari Kainulainen quittent Evergrey par consentement mutuel avec les autres membres. Ils décident cette séparation pour ne pas nuire à leur amitié. Le duo restant, Tom Englund et Rikard Zander, ont de sérieux doutes à propos du groupe, et hésitent à tout arrêter. Finalement, ils se donneront une chance : ils écrivent trois chansons (Leave it Behind Us, Out of Reach, et enfin Wrong), et le résultat parvient à les convaincre de continuer. De leur côté, Danhage et Ekdahl se concentrent sur leur autre groupe, nommé Death Destruction, qu'ils ont formé en 2004.
Les membres manquants sont recrutés dans Evergrey : Marcus Jidell à la guitare, Hannes Van Dahl à la batterie et Johan Niemann (ex-Therion) à la basse. Le 28 février 2011. sort l'album Glorious Collision. Il s'agit du deuxième et dernier disque publié via le label Steamhammer/SPV. Le groupe effectue une tournée européenne avec Amaranthe, Sons of Seasons, et Kamelot (Roy Khan étant malade et en voie de quitter Kamelot, c'est Fabio Leone (Rhapsody Of Fire) qui assure le chant). Fin 2001, une compilation intitulée A Decade And A Half est publiée pour les quinze ans du groupe. Ce double disque comprend 24 titres issus de divers moments de la carrière d'Evergrey, choisis par Tom Englund certains sont des versions live.
Mais l'incertitude revient en 2013, avec l'annonce via Facebook du départ du batteur Hannes Van Dahl, qui intègre le groupe Sabaton. Marcus Jidell est remercié de son poste de guitariste, Tom S. Englund annonçant avoir des difficultés à travailler avec lui. Alors que le groupe ne donne pas de nouvelles à propos du remplacement de Van Dahl et de Jidell, Evergrey annonce sa participation au festival PPM Fest qui se tient en avril 2014 à Mons (Belgique). Lors de ce concert, le public présent constate le retour de Henrik Danhage à la guitare et de Jonas Ekdahl derrière les fûts. Le 14 août 2014, le groupe officialise leur retour.

### Renaissance (depuis 2015)
En même temps que le retour de Danhage et Ekdahl dans le groupe, le clip de King of Errors est dévoilé. Il s'agit du premier extrait de l'album Hymns for the Broken, qui sort le 26 septembre 2014 en Europe. Ce neuvième album est publié sur leur nouveau label AFM Records. Le groupe part ensuite en tournée en commençant par l'Europe en septembre 2014 pour finir par les États-Unis en septembre 2015. Après une pause, Evergrey est de retour sans changement de membres. 
L'album The Storm Within sort le 7 septembre 2016 ainsi que plusieurs vidéos, Distance, The Impossible, et The Paradox of The Flame. En octobre 2016, la vidéo de In Orbit est en production et la tournée débute en Europe.

## Membres

### Membres actuels
- Tom S. Englund - chant, guitare (depuis 1993)
- Johan Niemann - basse (depuis 2010)
- Rikard Zander - claviers (depuis 2002)
- Henrik Danhage - guitare (2001-2010, depuis 2014)
- Jonas Ekdahl - batterie (2004-2010, depuis 2014)

### Musiciens invités
- Carina Englund - chant féminin (depuis 1996)
- The Gothenburg Symphonic Orchestra - quatuor à cordes (2004-2005)
- Mercury Choir - chœurs (2003)

### Anciens membres
- Will Chandra - claviers (1996-1998)
- Daniel Nöjd - basse, chant (1996-1999)
- Dan Bronell - chant (1996-2000)
- Sven Karlsson - claviers (1999-2001)
- Christian Rehn - claviers (2001-2002)
- Patrick Carlsson - batterie (1996-2003)
- Michael Håkansson - basse (1999-2006)
- Fredrik Larsson - basse (2006-2008)
- Jari Kainulainen - basse (2007-2010)
- Hannes Van Dahl - batterie (2010-2013)
- Marcus Jidell - guitare (2010-2013)

## Vidéographie

### Clips
Depuis 2004, tous les clips d'Evergrey sont réalisés par Patric Ullaeus.
- 1998 : For Every Tear that Falls
- 2001 : The Masterplan
- 2003 : I'm Sorry
- 2003 : Blinded
- 2004 : A Touch of Blessing (tiré de The Inner Circle, réalisé par Patric Ullaeus)
- 2005 : More than Ever (tiré de The Inner Circle)
- 2006 : Monday Morning Apocalypse (tiré de Monday Morning Apocalypse)
- 2008 : Broken Wings (tiré de Torn)
- 2011 : Wrong (tiré de Glorious Collision)
- 2014 : King of Errors (tiré de Hymns for the Broken
- 2014 : A Grand Collapse (tiré de Hymns for the Broken)
- 2014 : Black Undertow (tiré de Hymns for the Broken)
- 2016 : Distance (tiré de The Storm Within)
- 2016 : The Impossible (tiré de The Storm Within)
- 2016 : The Paradox of the Flame (avec Carina Englund, tiré de The Storm Within)
- 2016 : In Orbit avec Floor Jansen (tiré de The Storm Within)